# Lithocarpus honbaensis
Lithocarpus honbaensis är en bokväxtart som beskrevs av Aimée Antoinette Camus. Lithocarpus honbaensis ingår i släktet Lithocarpus och familjen bokväxter. Inga underarter finns listade.